# Hajo Albertus Spandaw
Hajo Albertus Spandaw (Vries, 23 oktober 1777 - Groningen, 28 oktober 1855) was een Nederlands dichter en bestuurder.

## Biografie
Spandaw was een zoon van de predikant Georg Jan Spandaw en Sara Anna Hardering Tideman. Hij was gehuwd met Henrica Woortman, dochter van Pieter Woortman en Eva Takens uit Groningen.
Spandaw werd ingeschreven aan de Hogeschool van Groningen op 1 april 1795. Hij promoveerde op 9 februari 1799 tot doctor in de rechten. Van 1803-1812 was hij secretaris van de Oldambten in Zuidbroek. In 1814 weigerde hij een benoeming tot hoogleraar in de Nederlandse taal en letterkunde aan de Hogeschool van Groningen. Hij zat in de Provinciale Staten van Groningen voor de "landelijke stand" van 1820-1826. In deze periode was hij tevens gedeputeerde van Groningen. Na zijn bestuursfunctie werd hij griffier van deze Staten. In 1840 was hij buitengewoon lid van de Tweede Kamer der Staten-Generaal voor de provincie Groningen. In 1846 werd hij raadsheer van het Provinciaal Gerechtshof van Groningen in Groningen.
Spandaw was ook dichter. Hij werd onder andere bekend met De Vrouwen: dichtstuk in vier zangen (1807). Hij was een veelgevraagd redenaar. In 1827 hield hij een lofrede bij de onthulling van het eerste monument ter nagedachtenis van Graaf Adolf van Nassau, die in 1568 was gevallen in de slag bij Heiligerlee. Hij hield in 1850 de inwijdingsrede bij de opening van het nieuwe Academiegebouw in Groningen. In 1851 presenteerde hij Mijn afscheid als dichter. In 1857 werden zijn verzamelde gedichten in vier delen postuum als vierde druk uitgebracht.
Spandaw overleed in oktober 1855 op 78-jarige leeftijd in zijn huis aan het Martinikerkhof in Groningen. Hij was ridder in de Orde van de Nederlandse Leeuw en commandeur in de Orde van de Eikenkroon. Zijn schoonzoon mr. B.W.A.E. baron Sloet tot Oldhuis, getrouwd met zijn dochter Alida Maria, was net als zijn schoonvader in 1840 buitengewoon lid van de Tweede Kamer in de jaren 1840 en 1848. Deze schoonzoon was van 1849 tot 1860 ook gewoon Tweede Kamerlid. Een ander schoonzoon, getrouwd met zijn dochter Sara Anna Cornelia was Herman Johan Engelkens, burgemeester van Winschoten en van 1849 tot 1850 lid van de Eerste Kamer.